# VV Tielt
VV Tielt is een Belgische voetbalclub uit Tielt. De club is aangesloten bij de KBVB met stamnummer 218 en heeft geel als kleur. VV Tielt speelt in de provinciale reeksen. Als FC Tielt speelde de club een paar seizoenen in de nationale reeksen.

## Geschiedenis
In 1921 werd FC Tielt opgericht, dat zich aansloot bij de Belgische Voetbalbond. De club ging van start in de gewestelijke reeksen. Bij de invoering van de stamnummers in 1926 kreeg de club nummer 218 toegekend. De club klom langzaam op en speelde na de Tweede Wereldoorlog in Eerste Provinciale.
In 1955 bereikte FC Tielt voor het eerst de nationale bevorderingsreeksen of Vierde Klasse. Het eerste seizoen kon men zich vlot handhaven in de middenmoot, maar een jaar later eindigde men op twee na laatste en zo zakte de club na twee seizoenen weer naar Eerste Provinciale. Na drie jaar provinciaal voetbal keerde KFC Tielt in 1960 terug in Vierde Klasse. De terugkeer werd echter geen succes. Tielt eindigde afgetekend allerlaatste in zijn reeks en degradeerde in 1961 na amper een seizoen weer naar Eerste Provinciale. Het verval zette zich direct verder want nog een jaar later zakte de club verder naar Tweede Provinciale. KFC Tielt zou niet meer terugkeren op het nationale niveau.
De rest van de jaren 60 en 70 bleef de club periodes in Eerste en Tweede Provinciale afwisselen, tot men in 1980 verder wegzakte naar Derde Provinciale. KFC Tielt bleef er een aantal seizoenen spelen en ondertussen werd in de stad ook een nieuwe voetbalclub opgericht, SK Tielt, dat zich bij de KBVB aansloot met stamnummer 8831 en in de laagste reeksen van start ging. In 1984 kon KFC Tielt dankzij een titel terugkeren in Tweede Provinciale en in 1987 keerde men zelfs terug op het hoogste provinciale niveau. Het verblijf duurde er tot het begin van de jaren 90.
In 1991 zakte KFC Tielt terug naar Tweede en in 1999 zakte de club weer verder weg naar Derde Provinciale. Daar trof KFC Tielt voor het eerst zijn jongere stadsgenoot SK Tielt aan, dat in 1997 naar Derde Provinciale was gepromoveerd. In 1999 begonnen dan de eerste fusiegesprekken tussen beide clubs. In 2000 kwam het uiteindelijk tot een fusie. De fusieclub werd VV Tielt genoemd en speelde verder in Derde Provinciale met stamnummer 218 van KFC Tielt. VV Tielt zou de volgende jaren enkele keren op en neer gaan tussen Derde en Tweede Provinciale.

## Bekende spelers
- Björn De Coninck (jeugd)